# Pozo de Guadalajara
Pozo de Guadalajara es un municipio y localidad española de la provincia de Guadalajara, en la comunidad autónoma de Castilla-La Mancha. El término municipal, ubicado en la comarca de La Alcarria, tiene una población de 1699 habitantes (INE 2024).

## Geografía
Emplazada en la alta llanura del páramo alcarreño que separa los valles del Henares y del Tajuña, la villa tiene un clima continental con inviernos fríos y ventosos y veranos calurosos aunque refresca sufientemente por la noche. La vegetación autóctona es la encina y el quejigo, de los cuales aún se conserva el frondoso bosque del cercano Monte de la Alcarria.
La economía básica desde siempre ha sido la agricultura, centrada en el cereal de secano. En los últimos años, debido al gran aumento de la población el sector de la construcción ha crecido mucho. Su término municipal limita con las localidades de Chiloeches, Valdarachas, Loranca de Tajuña, Pioz, Santorcaz y Los Santos de la Humosa.

## Historia
Juan II de Castilla separó esta población del alfoz de Guadalajara en 1428 y en 1430 se la donó al Marqués de Santillana, quien en su testamento la cedió a su quinto hijo, el poderoso cardenal Mendoza.
A mediados del siglo XIX, el lugar contaba con una población censada de 162 habitantes. La localidad aparece descrita en el decimotercer volumen del Diccionario geográfico-estadístico-histórico de España y sus posesiones de Ultramar de Pascual Madoz de la siguiente manera:

POZO (el): v. con ayunt. en la prov. y part. jud. de Guadalajara (3 leg.), aud. terr. de Madrid (9), c. g. de Castilla la Nueva, dióc. de Toledo (23). sit. en una llanura con libre ventilacion y clima sano. Tiene 35 casas; la consistorial; una posada; escuela de instruccion primaría dotada con 473 reales; una igl. parr. (San Mateo Apóstol) servida por un cura y un sacristan; fuera de la pobl. hay una fuente y un pozo de buenas aguas que proveen á las necesidades del vecindario. El térm. confina con los de Guadalajara, Pioz, Santorcaz y Los Santos de la Humosa. El terreno en lo general llano, es de mediana calidad; comprende dos montes encinares bien poblados; le baña un pequeño arroyo que nace dentro de la jurisd. caminos: los locales y la carretera de Madrid á La Isabela. correo: se recibe y despacha en Alcalá de Henares. prod.: trigo, centeno, cebada, avena, leñas de combustible y carboneo y yerbas de pasto, con las que se mantiene ganado lanar, vacuno y mular; abunda la caza de liebres, conejos y perdices. ind.: la agrícola. pobl.: 34 vec., 162 alm. cap. prod.: 843,750 rs. imp.: 67,500. contr.: 6,175.
(Madoz, 1849, p. 187)

## Demografía
Pozo de Guadalajara cuenta con una población de 1699 habitantes (INE 2024).
| Gráfica de evolución demográfica de Pozo de Guadalajara entre 1842 y 2021                                           |
| |
| Población de derecho según los censos de población del INE Población de hecho según los censos de población del INE |

## Patrimonio

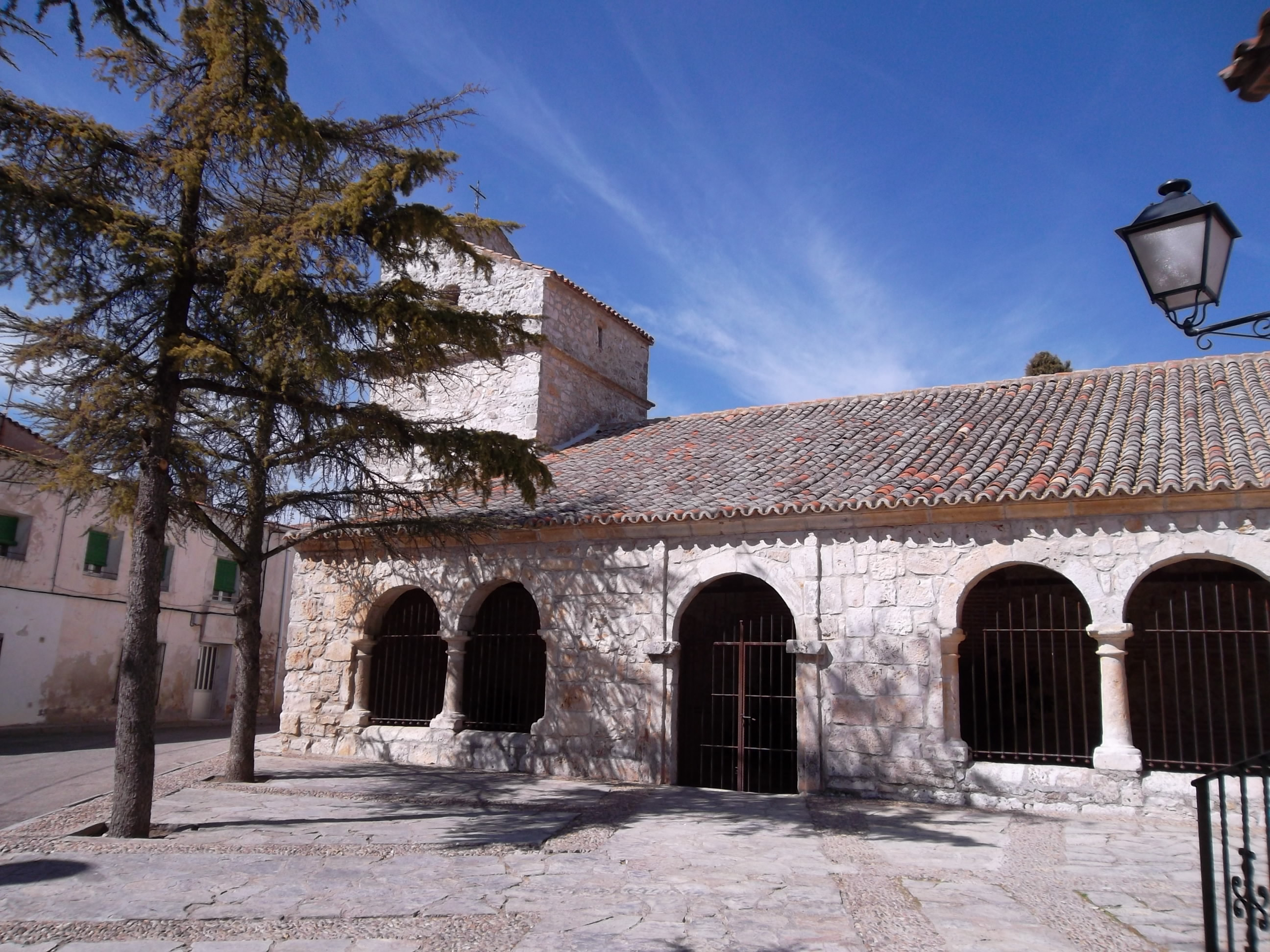
Iglesia de San Mateo

- Iglesia parroquial porticada consagrada a San Mateo Apóstol[1] (siglo XIV).
- Picota del siglo XVI en el centro de la villa.
- Posada del siglo XVIII que cubría las antiguas rutas a los Baños de Trillo y La Isabela.
- Noria árabe.

## Fiestas patronales
Dedicadas al apóstol San Mateo, se celebran el fin de semana más próximo al 21 de septiembre e incluyen encierros y festejos taurinos en una plaza permanente, construida en 1985-86.